# Mirador
Mirador  - żeński klub piłki siatkowej z Dominikany. Swoją siedzibę ma w Santo Domingo. Został założony w 1970.

## Sukcesy
- Mistrzostwa Dominikany:
  -  1975, 1976, 1977, 1978, 1979, 1980, 1981, 1982, 1983, 1985, 1989, 1991, 1992, 1993, 1994, 1995, 1996, 1997, 1998, 1999, 2000, 2001, 2002, 2003, 2004, 2006